# 洪經綸
洪经纶（？—784年），字汝仁，唐朝大臣。
至德二载（757年），以明经登第。官至谏议大夫。唐德宗建中初年，洪经纶河北黜陟使，他听说魏州田悦食粮之兵一共七万人，于是命令裁兵四万，令他们归于农亩。田悦假装顺命，暗中集合所罢之兵，各令回到部伍，促成叛乱。洪经纶以此罢职，转任宣歙观察使。朱泚之乱，洪经纶被朱泚任命为太常少卿。朱泚之乱平定后，洪经纶被处斩。